# Робинс (Северна Каролина)
Робинс (енгл. Robbins) град је у америчкој савезној држави Северна Каролина.

## Демографија
По попису из 2010. године број становника је 1.097, што је 98 (-8,2%) становника мање него 2000. године.
| Група             | 2000.       | 2010.       |
| Белци             | 583 (48,8%) | 504 (45,9%) |
| Афроамериканци    | 28 (2,3%)   | 28 (2,6%)   |
| Азијати           | 2 (0,2%)    | 0 (0,0%)    |
| Хиспаноамериканци | 578 (48,4%) | 552 (50,3%) |
| Укупно            | 1.195       | 1.097       |